# Pește spatulă
Peștele spatulă (Polyodon spathula) este un sturion din familia poliodontide (Polyodontidae), originar din America de Nord, introdus în România și Republica Moldova. Arealul natural al speciei este bazinul hidrografic al fluviului Mississippi din zona marilor lacuri până în Florida. În România a fost introdus în anul 1992, când Stațiunea Nucet a importat primul lot de icre embrionate din SUA.
Are o talie mare și atinge 1,5-2,0 m în lungime și 50- 86 kg în greutate. Trăiește până la 30 de ani. Botul (= rostru) este deosebit de lung și lățit în formă de lopată sau de lingură. Sub bot este așezată o gură mare, prevăzută cu dinți mici, care cad la animalul adult; ea este precedată de două mustăți. Pielea, din cauza solzilor microscopici, pare goală. 
Se hrănește în special cu organisme planctonice prin filtrare. Hrana principală o constituie zooplanctonul și insectele acvatice, apoi fitoplanctonul și larvele de insecte.
Reproducerea are loc primăvara. Peștii migrează spre locurile de reproducere pe cursul superior al fluviului Mississippi și al afluenților lui, pe distanțe ce ajung uneori la ordinul sutelor de kilometri. Femelele depun o dată la trei ani circa 100.000 icre.
Are importanță economică, fiind crescut în heleșteie pentru producerea de carne și caviar.